# 蝦名いくお
蝦名 いくお（えびな いくお、1954年 - ）は、日本の漫画家。東京都出身。

## 概要
1974年、石井いさみに師事。独立後は「えびないくお」名義で1982年の『週刊少年チャンピオン増刊』（秋田書店）に掲載された『レモン・カップ』でデビュー。その後は「蝦名郁夫」名義で映画原作の漫画を執筆したり、『サウンドレコパル』（小学館）にAVコンポのマニュアルコミックを執筆するなどの活動をしていた。近年ではゴルフ漫画で活動している。
現在、『ゴルフレッスンコミック』（日本文芸社）にて、『UNDER100』を連載中。

## 作品

### えびないくお名義
- レモン・カップ（週刊少年チャンピオン増刊、秋田書店）

### 蝦名郁夫名義
- プロジェクトA（秋田書店、全1巻）
- モスラ対ゴジラ（秋田書店、全1巻）
- スパルタンX（秋田書店）
- 必殺鉄指拳 Jackie Chan（秋田書店、全1巻）

### 蝦名いくお名義
- ナイスバーディー（芳文社、全1巻）
- ピンフラッグ（作：中原まこと、講談社、全6巻）
- 浮気な妻たち ダイタン奥さま 不倫録（双葉社、全1巻）
- 盗聴現場を暴け（芳文社）
- Dream Birdie（週漫スペシャル、芳文社）
- 今晩、お邪魔します（週漫スペシャル、芳文社）
- 安楽拓也のビックイージー（構：小林一人、ゴルフレッスンコミック、日本文芸社）
- ノーズロギャル（松文館）※電子書籍
- UNDER100（作：小林一人、ゴルフレッスンコミック、日本文芸社）